# Баженіха
Бажені́ха (рос. Бажениха) — присілок в Кізнерському районі Удмуртії, Росія.
Населення становить 43 особи (2010, 59 у 2002).
Національний склад (2002):
- росіяни — 83 %

Урбаноніми:
- вулиці — Берегова, Верхня, Польова, Тополина
- провулки — Нагірний